# EVOL (漫画)
『EVOL』（イーヴォー）は、カネコアツシによる日本の漫画作品。漫画雑誌『月刊コミックビーム』（KADOKAWA）にて、2020年9月号から連載中。
DMM TVにて2023年11月からドラマが配信されている。

## 沿革
2021年
- キタニタツヤとのコラボ楽曲「逃走劇」がリリース。同日にミュージックビデオも公開された。また、7月には楽曲を使用した「EVOL」のPVも公開された。

2022年
- 7月、ドラマ化が発表された。

2023年
- 11月、ドラマが配信開始された。

## 書誌情報
- カネコ アツシ『EVOL （イーヴォー）』KADOKAWA〈ビームコミックス〉、既刊9巻（2025年4月11日現在）
  1. 2021年7月12日発売[6][7]、ISBN 978-4-04-736720-3
  2. 2021年7月12日発売[6][8]、ISBN 978-4-04-736721-0
  3. 2021年12月10日発売[9]、ISBN 978-4-04-736866-8
  4. 2022年6月10日発売[10]、ISBN 978-4-04-737097-5
  5. 2022年12月12日発売[11]、ISBN 978-4-04-737292-4
  6. 2023年7月12日発売[12]、ISBN 978-4-04-737530-7
  7. 2024年2月9日発売[13]、ISBN 978-4-04-737779-0
  8. 2024年9月12日発売[14]、ISBN 978-4-04-738116-2
  9. 2025年4月11日発売[15]、ISBN 978-4-04-738431-6

## Webドラマ
DMM TVまつり 2022 WINTERの中でDMM TVにて2023年にドラマ化が発表され、『EVOL（イーヴォー）〜しょぼ能力で、正義を滅ぼせ。〜』のタイトルで11月3日より配信開始。出演は青木柚、伊礼姫奈、服部樹咲。

### キャスト（Webドラマ）
児玉ノゾミ
演 - 青木柚
土屋アカリ
演 - 伊礼姫奈
新山サクラ
演 - 服部樹咲
ライトニングボルト
演 - 金子ノブアキ
サンダーガール
演 - 芋生悠
土屋広美（警察署長）
演 - 石黒賢
市長
演 - 安田顕

### スタッフ
- 脚本 - 溝井英一デービス[20]
- 監督 - 山岸聖太[21]
- 主題歌 - Tempalay「Superman」
- 制作プロダクション - ROBOT COMMUNICATIONS INC.[21]